# 意思主義
意思主義（いししゅぎ）とは、民法上の立法主義に関する法用語の一つで、「意思表示における意思主義」と「物権変動における意思主義」、二つの意味に分けている。

## 意思表示における意思主義

### 意思主義と表示主義
意思表示における意思主義とは、法律行為の際に表示行為から合理的に推測される効果意思と内心の真実の効果意思とが一致しない場合に、内心の効果意思に従うとする立法上または解釈上の立場または手法をいう。表示行為から合理的に推測される効果意思に従う表示主義に対置される。
私法に関するすべての立法と解釈において意思主義と表示主義の調和は重要な問題である。本来、法律行為は内心の意思の表示にほかならないと考えられ、内心の意欲こそが法律行為の有効性の要件と考えられた。意思主義を徹底することは、自らの意思によらずして義務を負わないとする私的自治の原則からは望ましい。しかし、資本主義経済の基礎となる商品流通が頻繁になるにしたがって相手方ないし一般取引社会の信頼の保護が必要となった。
元来、近代私法は社会秩序の基礎となる社会の期待の保護を任務としている。一般に経済行為において表示主義が強く妥当するとされ、特に取引の安全が重視される商事の立法と解釈において顕著である。他方、私有財産制を基礎とする近代法のもとではそのコロラリーとして個人の意思決定の自由の保障が要請される。表示主義の貫徹は、相手方の信頼を保護し取引の円滑・安全には資するが、ときに人の望まない法律関係の形成を認めることとなる。身分行為について意思主義が強く妥当するものとされる。

### 日本法

#### 意思の欠缺
表示された効果意思に対応する内心の意思が欠ける場合を意思の欠缺という。日本民法がならったドイツ民法第一草案の基本的構成では、意思が欠缺する場合、法律行為の要素に欠缺があることから法律行為は無効とされる。ただし、心裡留保の場合には内心の意思は欠缺しているが、表意者はそのことを知って意思表示を行っており、意思表示に対する相手方の信頼を保護すべきことから原則として効力を妨げられないものとされている。
- 心裡留保
  - 意思表示は、表意者がその真意ではないことを知ってしたときであっても、そのためにその効力を妨げられない（民法第93条本文）。内心の意思は欠缺しているが、表意者はそのことを知って意思表示を行っており、意思表示に対する相手方の信頼を保護すべきだからである[4]。ただし、相手方が表意者の真意を知り、又は知ることができたときは、その意思表示は、無効とする（民法93条但書）。表意者の真意を知り、又は知ることができた相手方を保護する必要はないからである[4]。
  - なお、親族法上の法律行為（婚姻や養子縁組など）には真にその意思がなければ法的拘束力を認めるべきではないから民法93条の適用はない[5]。
- 虚偽表示
  - 相手方と通じてした虚偽の意思表示は、無効とする（民法第94条1項）。当事者は意思表示が外観上の存在であることに合意しているためである[6]。
  - 前項の規定による意思表示の無効は、善意の第三者に対抗することができない（民法94条2項）。有効な法律行為としての外観を有する社会的事実に対する信頼を保護するためである[7]。
- 錯誤
  - 意思表示は、法律行為の要素に錯誤があったときは、無効とする（民法第95条本文）。民法95条は表意者保護のための規定であることから無効主張は原則として錯誤者とその承継人のみに限られる[8]。「錯誤」について従来の通説は意思の表示内容と内心の意思の不一致を表意者が知らず、この意思の欠缺によって無効とされるとしていたが、錯誤の多くは内心の意思の成立過程に瑕疵がある場合であるという批判もある[9]。なお、ドイツ民法では錯誤の法的効果を無効ではなく取り消すことができるものとしている[8]。
  - 錯誤無効は、表意者に重大な過失があったときは、表意者は、自らその無効を主張することができない（民法95条但書）。重大な過失のあった表意者のために意思表示の有効性を信じた相手方や第三者が犠牲になることを防止するためである[10]。

#### 瑕疵ある意思表示
内心の意思の成立過程に瑕疵がある場合を意思の瑕疵という。このような意思表示を瑕疵ある意思表示という。日本民法がならったドイツ民法第一草案の基本的構成では、意思に瑕疵がある場合、法律行為の要素はともかく存在しており、法律行為は一応有効としつつ取消しによって無効に転換され得るものとしている。
- 詐欺又は強迫による意思表示
  - 詐欺又は強迫による意思表示は、取り消すことができる（民法第96条1項）。
  - 相手方に対する意思表示について第三者が詐欺を行った場合においては、相手方がその事実を知っていたときに限り、その意思表示を取り消すことができる（民法96条2項）。
  - 前二項の規定による詐欺による意思表示の取消しは、善意の第三者に対抗することができない（民法96条3項）。

なお、強迫によって意思決定の自由が完全に奪われていたような場合には内心の意思を欠くため無効である。

## 物権変動における意思主義

### 意思主義と形式主義
物権変動における意思主義とは、物権変動は原因行為（売買契約等）とともに発生するのを原則とし物権変動のために一定の形式を備えることを要しないとする立法例。フランス法で採用されている。
この意思主義に対して、物権変動そのものは原因行為（売買契約等）から独立した物権行為すなわち物権的合意及び登記によって生じるとする立法例を形式主義（登記主義）という。ドイツ法で採用されている。

### 日本法
日本の民法176条は「物権の設定及び移転は、当事者の意思表示のみによって、その効力を生ずる」と定めており、この規定は意思主義に立ったものと一般に理解されている。
以上のように日本の民法は意思主義を採用しているが、この点については、民法第176条の「意思表示」とは物権的意思表示を指すもので債権的意思表示とは別個に必要とされると解する少数説（物権行為独自性肯定説）もあるが、通説・判例は民法第176条の「意思表示」とは債権的意思表示でありこれによって物権変動も生じるのであり別個の物権的意思表示は不要と解している（物権行為独自性否定説）。民法第176条の「意思表示」を債権契約とは別個の物権変動を目的とする物権的合意と解することは、ドイツ法のように物権の成立に法定の方式を必要とする立法のもとでは意味があるが、日本の法制のようにいずれにしても物権の成立のために何ら方式を要求しない立法のもとでは意味がないと解されるためである。
なお、意思主義の下でも例外的に所有権移転等の物権変動が契約成立時に生じない場合（当事者間に特約がある場合、不特定物売買で特定がなされていない場合、他人物売買の場合など）がある点に注意を要する。